# Formazioni di Voleybolun 1.Ligi turca di pallavolo femminile 2012-2013
Formazioni delle squadre di pallavolo partecipanti alla stagione 2012-2013 del Voleybol 1. Ligi turca.

## Beşiktaş
| N° | Nome              | Ruolo | Data di nascita   | Nazionalità sportiva |
| -- | ----------------- | ----- | ----------------- | -------------------- |
| -  | Adnan Kıstak      | All   | -                 | Turchia              |
| 1  | Yağmur Koçyiğit   | S     | 7 settembre 1988  | Turchia              |
| 2  | Çağla Akın        | P     | 19 gennaio 1995   | Turchia              |
| 3  | Seda Uslu         | P     | 30 ottobre 1983   | Turchia              |
| 4  | Ana Lazarević     | S     | 4 luglio 1991     | Serbia               |
| 5  | Funda Bilgi       | L     | 8 aprile 1983     | Turchia              |
| 7  | Natal'ja Beljaeva | S     | 23 giugno 1975    | Turchia              |
| 8  | Dicle Babat       | C     | 15 settembre 1992 | Turchia              |
| 9  | Tanja Sabkova     | S     | 10 giugno 1988    | Bulgaria             |
| 9  | Gabriela Koeva    | C     | 25 luglio 1989    | Bulgaria             |
| 10 | Aslı Köprülü      | O     | 28 marzo 1986     | Turchia              |
| 11 | Tülin Altıntaş    | C     | 9 agosto 1982     | Turchia              |
| 13 | Sinem Karamuk     | C     | 25 febbraio 1986  | Turchia              |
| 14 | Ece Hocaoğlu      | S     | 4 marzo 1994      | Turchia              |
| 17 | Tuğba Toprak      | C     | 20 giugno 1985    | Turchia              |
| 18 | Tereza Matuszková | O     | 3 dicembre 1982   | Rep. Ceca            |

## Bursa BB
| N° | Nome              | Ruolo | Data di nascita  | Nazionalità sportiva |
| -- | ----------------- | ----- | ---------------- | -------------------- |
| -  | Emin İmen         | All   | -                | Turchia              |
| 1  | Duygu Çetav       | P     | 7 giugno 1988    | Turchia              |
| 2  | Nefize Gaffaroğlu | S     | 8 agosto 1992    | Turchia              |
| 3  | İrem Özgür        | P     | 25 novembre 1995 | Turchia              |
| 4  | Deniz Avan        | C     | 14 giugno 1984   | Turchia              |
| 5  | Şeyma Ercan       | S     | 5 luglio 1994    | Turchia              |
| 7  | Pınar Cankarpusat | C     | 7 marzo 1981     | Turchia              |
| 8  | Mia Jerkov        | S     | 5 dicembre 1982  | Croazia              |
| 9  | Dilara Bilge      | S/O   | 20 agosto 1990   | Turchia              |
| 11 | Georgina Pinedo   | S     | 30 maggio 1981   | Argentina            |
| 12 | Aylin Sarıoğlu    | L     | 27 luglio 1995   | Turchia              |
| 15 | Ana Takagui       | P     | 26 ottobre 1987  | Brasile              |
| 16 | Ceren Çağlar      | C     | 29 novembre 1992 | Turchia              |
| 18 | Dilara Bağcı      | L     | 2 febbraio 1994  | Turchia              |

## Eczacıbaşı
| N° | Nome                | Ruolo | Data di nascita  | Nazionalità sportiva |
| -- | ------------------- | ----- | ---------------- | -------------------- |
| -  | Lorenzo Micelli     | All   | 24 ottobre 1970  | Italia               |
| 1  | Senna Ušić          | S     | 14 maggio 1986   | Croazia              |
| 2  | Gülden Kayalar      | L     | 5 dicembre 1980  | Turchia              |
| 4  | Aleksandra Petrović | C     | 1º luglio 1987   | Serbia               |
| 5  | Ljubov' Sokolova    | S     | 4 dicembre 1977  | Russia               |
| 6  | Melis Durul         | S/O   | 21 gennaio 1993  | Turchia              |
| 7  | Buse Kayacan        | L     | 15 luglio 1992   | Turchia              |
| 8  | Asuman Karakoyun    | P     | 16 luglio 1990   | Turchia              |
| 9  | Büşra Cansu         | C     | 16 luglio 1990   | Turchia              |
| 10 | Özge Kırdar         | P     | 26 giugno 1985   | Turchia              |
| 12 | Esra Gümüş          | S     | 2 ottobre 1982   | Turchia              |
| 14 | Gözde Yılmaz        | S/O   | 9 settembre 1991 | Turchia              |
| 16 | Ceylan Arısan       | C     | 1º gennaio 1994  | Turchia              |
| 17 | Neslihan Demir      | S/O   | 9 dicembre 1983  | Turchia              |
| 18 | Maja Poljak         | C     | 2 maggio 1983    | Croazia              |

## Ereğli
| N° | Nome                 | Ruolo | Data di nascita  | Nazionalità sportiva |
| -- | -------------------- | ----- | ---------------- | -------------------- |
| -  | Mustafa Çayır        | All   | -                | Turchia              |
| 1  | Merve Eskikaya       | S     | 29 giugno 1989   | Turchia              |
| 2  | Derya Karabulut      | P     | 1º luglio 1984   | Turchia              |
| 5  | Antonina Kryvobogova | S/O   | 11 ottobre 1986  | Ucraina              |
| 7  | Zülfiye Gündoğdu     | P     | 30 dicembre 1982 | Turchia              |
| 8  | Ayça İhtiyaroğlu     | L     | 13 agosto 1984   | Turchia              |
| 9  | Deniz Hakyemez       | S     | 3 febbraio 1983  | Turchia              |
| 10 | Šárka Barborková     | S     | 6 novembre 1985  | Rep. Ceca            |
| 11 | Diane Copenhagen     | S     | 28 giugno 1986   | Stati Uniti          |
| 12 | Aslı Türker          | C     | 19 novembre 1988 | Turchia              |
| 14 | Sibel Küçük          | S/O   | 18 agosto 1987   | Turchia              |
| 15 | Müge Şakar           | L     | 15 giugno 1981   | Turchia              |
| 16 | Cemre Erol           | S     | 18 maggio 1992   | Turchia              |
| 17 | Gözde Dal            | C     | 21 marzo 1988    | Turchia              |
| 18 | Bahar Bakırcıoğlu    | S     | 27 novembre 1992 | Turchia              |

## Fenerbahçe
| N° | Nome                  | Ruolo | Data di nascita   | Nazionalità sportiva |
| -- | --------------------- | ----- | ----------------- | -------------------- |
| -  | Kamil Söz             | All   | 26 settembre 1968 | Turchia              |
| 1  | Marianne Steinbrecher | S     | 23 agosto 1983    | Brasile              |
| 2  | Merve Dalbeler        | L     | 27 giugno 1987    | Turchia              |
| 3  | Nihan Yeldan          | L     | 7 febbraio 1982   | Turchia              |
| 4  | Paula Pequeno         | S     | 22 gennaio 1982   | Brasile              |
| 5  | Elif Onur             | S     | 20 dicembre 1989  | Turchia              |
| 7  | Elif Ağca             | P     | 10 febbraio 1984  | Turchia              |
| 8  | İpek Soroğlu          | C     | 12 marzo 1985     | Turchia              |
| 9  | Seda Tokatlıoğlu      | S/O   | 25 giugno 1986    | Turchia              |
| 10 | Kim Yeon-koung        | S     | 26 febbraio 1988  | Corea del Sud        |
| 11 | Nilay Benli           | P     | 24 ottobre 1985   | Turchia              |
| 12 | Berenika Tomsia       | C     | 18 marzo 1988     | Polonia              |
| 13 | Meryem Boz            | S     | 3 febbraio 1988   | Turchia              |
| 14 | Eda Erdem             | C     | 22 febbraio 1987  | Turchia              |
| 15 | Lindsey Berg          | P     | 16 luglio 1980    | Stati Uniti          |
| 17 | Duygu Bal             | C     | 25 marzo 1987     | Turchia              |
| 18 | Gökçen Denkel         | C     | 2 agosto 1985     | Turchia              |

## Galatasaray
| N° | Nome                | Ruolo | Data di nascita   | Nazionalità sportiva |
| -- | ------------------- | ----- | ----------------- | -------------------- |
| -  | Massimo Barbolini   | All   | 29 agosto 1964    | Italia               |
| 1  | Cansu Aydınoğulları | L     | 18 febbraio 1992  | Turchia              |
| 2  | Sinem Yıldız        | C     | 12 aprile 1986    | Turchia              |
| 3  | Selime Ilyasoǧlu    | S     | 18 novembre 1988  | Turchia              |
| 4  | Ecem Alıcı          | S     | 1º gennaio 1994   | Turchia              |
| 5  | Yūko Sano           | L     | 26 luglio 1979    | Giappone             |
| 6  | Derya Çayırgan      | L     | 9 ottobre 1987    | Turchia              |
| 7  | Brižitka Molnar     | S     | 28 luglio 1985    | Serbia               |
| 8  | Nilay Konar         | C     | 30 agosto 1980    | Turchia              |
| 10 | Necla Güçlü         | L     | 16 settembre 1974 | Turchia              |
| 11 | Gamze Alikaya       | P     | 1º gennaio 1993   | Turchia              |
| 12 | Rosir Calderón      | S     | 28 dicembre 1984  | Cuba                 |
| 13 | Neriman Özsoy       | S     | 13 luglio 1988    | Turchia              |
| 14 | Eleonora Lo Bianco  | P     | 22 dicembre 1979  | Italia               |
| 16 | Özge Yurtdagülen    | C     | 6 agosto 1993     | Turchia              |
| 17 | Simona Gioli        | C     | 17 settembre 1977 | Italia               |
| 18 | Ezgi Arslan         | S     | 23 marzo 1992     | Turchia              |

## İlbank
| N° | Nome              | Ruolo | Data di nascita   | Nazionalità sportiva |
| -- | ----------------- | ----- | ----------------- | -------------------- |
| -  | Burhan Canpolat   | All   | -                 | Turchia              |
| 1  | Marina Tumas      | S     | 17 settembre 1984 | Bielorussia          |
| 3  | Meliha İsmailoğlu | O     | 17 settembre 1993 | Turchia              |
| 4  | Ferda Bulut       | S     | 3 gennaio 1984    | Turchia              |
| 5  | Tuğçe Atıcı       | P     | 27 marzo 1989     | Turchia              |
| 6  | Selin Toy         | C     | 13 luglio 1993    | Turchia              |
| 7  | Ebru Mandaci      | C     | 8 febbraio 1993   | Turchia              |
| 8  | Gamze Gülcan      | C     | 16 agosto 1983    | Turchia              |
| 10 | Alica Székelyová  | P     | 8 gennaio 1981    | Slovacchia           |
| 11 | Ezgi Dağdelenler  | S     | 3 novembre 1993   | Turchia              |
| 13 | Elif Uzun         | S     | 1º aprile 1991    | Turchia              |
| 14 | Alessya Safronova | C     | 10 febbraio 1986  | Kazakistan           |
| 15 | Bahanur Şahin     | L     | 6 marzo 1991      | Turchia              |
| 16 | Seval Yılmaz      | L     | 27 gennaio 1991   | Turchia              |

## Nilüfer
| N° | Nome              | Ruolo | Data di nascita   | Nazionalità sportiva |
| -- | ----------------- | ----- | ----------------- | -------------------- |
| -  | Ali Kamberoğlu    | All   | -                 | Turchia              |
| 1  | Gizem Örge        | L     | 23 aprile 1993    | Turchia              |
| 2  | Neslişah Durgun   | C     | 5 ottobre 1993    | Turchia              |
| 3  | Birgül Güler      | S     | 2 maggio 1990     | Turchia              |
| 4  | Zümra Yılmaz      | P     | 21 luglio 1993    | Turchia              |
| 5  | Kübra Akman       | C     | 13 ottobre 1994   | Turchia              |
| 7  | Gülbahar Akgül    | S     | 23 settembre 1987 | Turchia              |
| 9  | Julija Bogmacer   | P     | 3 giugno 1984     | Ucraina              |
| 9  | Evelina Cvetanova | P     | 22 aprile 1974    | Bulgaria             |
| 11 | Gamze Türk        | C     | 3 febbraio 1990   | Turchia              |
| 12 | Aslıhan Sinanoğlu | C     | 25 ottobre 1984   | Turchia              |
| 14 | Jelena Mladenović | S/O   | 20 giugno 1983    | Serbia               |
| 16 | Sedef Sazlıdere   | L     | 7 luglio 1992     | Turchia              |
| 17 | Kübra Tanrıkulu   | S     | 2 febbraio 1992   | Turchia              |

## Sarıyer
| N° | Nome                  | Ruolo | Data di nascita  | Nazionalità sportiva |
| -- | --------------------- | ----- | ---------------- | -------------------- |
| -  | Mehmet Bedestenlioğlu | All   | -                | Turchia              |
| 1  | Ezgi Dilik            | S     | 12 giugno 1995   | Turchia              |
| 2  | Berat Küçük           | P     | 31 luglio 1977   | Turchia              |
| 3  | Emel Çelikpazı        | C     | 6 gennaio 1983   | Turchia              |
| 4  | Raquel da Silva       | S     | 30 aprile 1978   | Brasile              |
| 5  | Fulya Türük           | C     | 1º agosto 1988   | Turchia              |
| 6  | Banu Toktamış         | S     | 20 febbraio 1980 | Turchia              |
| 7  | Aslıhan Köyel         | L     | 6 gennaio 1981   | Turchia              |
| 8  | Cansu Çetin           | S     | 23 maggio 1993   | Turchia              |
| 9  | Ceren Kestirengöz     | S/O   | 19 luglio 1993   | Turchia              |
| 10 | Serpil Ersarı         | L     | 28 febbraio 1990 | Turchia              |
| 11 | Ezgi Kapdan           | P     | 3 gennaio 1985   | Turchia              |
| 12 | Yaima Ortíz           | S     | 9 novembre 1981  | Cuba                 |
| 15 | Ashley Engle          | S/O   | 26 gennaio 1988  | Stati Uniti          |
| 16 | İkbal Albayrak        | C     | 15 ottobre 1991  | Turchia              |
| 17 | Pelin Çelik           | P     | 23 maggio 1982   | Turchia              |
| 18 | Selen Öndeş           | C     | 1º febbraio 1988 | Turchia              |

## TED Ankara
| N° | Nome                   | Ruolo | Data di nascita  | Nazionalità sportiva |
| -- | ---------------------- | ----- | ---------------- | -------------------- |
| -  | Mehmet Çavuşoğlu       | All   | -                | Turchia              |
| 1  | Miniriye Vatansever    | S     | 3 novembre 1985  | Turchia              |
| 2  | Merve Çarkçı           | P     | 23 giugno 1986   | Turchia              |
| 4  | Songül Gürsoytrak      | L     | 8 maggio 1981    | Turchia              |
| 6  | Duygu Sipahioğlu       | C     | 31 ottobre 1979  | Turchia              |
| 7  | Ceyda Aktaş            | S     | 18 agosto 1994   | Turchia              |
| 8  | Ezgi Yeşiloğlu         | S     | 28 febbraio 1996 | Turchia              |
| 9  | Tuğba Toprak           | C     | 20 giugno 1985   | Turchia              |
| 9  | Meagan Ganzer          | S     | 12 maggio 1990   | Stati Uniti          |
| 10 | Oleksandra Peretjat'ko | P     | 11 aprile 1984   | Ucraina              |
| 11 | Olena Syč              | S/O   | 20 febbraio 1988 | Ucraina              |
| 12 | Merve Tanıl            | P     | 22 febbraio 1990 | Turchia              |
| 13 | Ece Gören              | L     | 17 luglio 1991   | Turchia              |
| 14 | Damla Çakıroğlu        | S     | 22 giugno 1994   | Turchia              |
| 17 | Merve Gülaç            | C     | 29 agosto 1987   | Turchia              |

## VakıfBank
| N° | Nome               | Ruolo | Data di nascita   | Nazionalità sportiva |
| -- | ------------------ | ----- | ----------------- | -------------------- |
| -  | Giovanni Guidetti  | All   | 20 novembre 1972  | Italia               |
| 1  | Dilek Kınık        | L     | 23 maggio 1995    | Turchia              |
| 2  | Gözde Kırdar       | S     | 26 giugno 1985    | Turchia              |
| 3  | Gizem Güreşen      | L     | 14 gennaio 1987   | Turchia              |
| 4  | Sıla Çalışkan      | P     | 16 dicembre 1996  | Turchia              |
| 5  | Ergül Avcı         | C     | 24 luglio 1987    | Turchia              |
| 6  | Jovana Brakočević  | S/O   | 5 marzo 1988      | Serbia               |
| 7  | Małgorzata Glinka  | S/O   | 30 settembre 1978 | Polonia              |
| 8  | Melis Gürkaynak    | C     | 20 aprile 1990    | Turchia              |
| 9  | Tuğçe Hocaoğlu     | P     | 1º luglio 1988    | Turchia              |
| 10 | Güldeniz Önal      | S     | 25 marzo 1986     | Turchia              |
| 11 | Bahar Toksoy       | C     | 6 febbraio 1988   | Turchia              |
| 13 | Christiane Fürst   | C     | 29 marzo 1985     | Germania             |
| 16 | Polen Uslupehlivan | S/O   | 19 luglio 1993    | Turchia              |
| 17 | Naz Aydemir        | P     | 14 agosto 1990    | Turchia              |
| 18 | Saori Kimura       | S     | 19 agosto 1986    | Giappone             |

## Yeşilyurt
| N° | Nome                | Ruolo | Data di nascita  | Nazionalità sportiva |
| -- | ------------------- | ----- | ---------------- | -------------------- |
| -  | Üzeyir Özdurak      | All   | -                | Turchia              |
| 1  | Müge Örencik        | S     | 1º giugno 1992   | Turchia              |
| 2  | Aslı Kalaç          | C     | 13 dicembre 1995 | Turchia              |
| 3  | Karolina Kosek      | S     | 28 giugno 1985   | Polonia              |
| 5  | Selin Uygur         | C     | 18 agosto 1992   | Turchia              |
| 6  | Simge Aköz          | L     | 23 aprile 1991   | Turchia              |
| 7  | Didem Ege           | L     | 31 maggio 1988   | Turchia              |
| 7  | Cansu Aydınoğulları | P     | 18 febbraio 1992 | Turchia              |
| 8  | Ülkü Genç           | S     | 1º gennaio 1990  | Turchia              |
| 9  | Dilara Dağyar       | C     | 7 febbraio 1990  | Turchia              |
| 10 | Kristin Richards    | S     | 30 giugno 1985   | Stati Uniti          |
| 11 | Melisa Özdemir      | P     | 1º gennaio 1994  | Turchia              |
| 12 | Neşve Büyükbayram   | C     | 1º gennaio 1990  | Turchia              |
| 13 | Sabriye Gönülkırmaz | C     | 17 maggio 1994   | Turchia              |
| 14 | Seray Altay         | S/O   | 25 agosto 1987   | Turchia              |
| 16 | Seda Türkkan        | P     | 12 giugno 1984   | Turchia              |
| 18 | İpek Altınbaşak     | P     | 1º gennaio 1993  | Turchia              |